# George Alexander (hráč lakrosu)
George Alexander (1886 – 14. listopadu 1929) byl britský sportovec, hráč lakrosu a účastník Letních olympijských her 1908 v Londýně, kde získal jako člen družstva Velké Británie stříbrnou medaili.
Olympijský turnaj v lakrosu v Londýně se po odstoupení Jižní Afriky z turnaje smrskl na pouhý zápas mezi reprezentací Kanady a Velké Británie. Britové velmi dlouho čelili favorizovanému týmu Kanady, pro kterou je lakros jedním z národních sportů. Za stavu 9:9 v poslední čtvrtině zápasu Kanaďané nastříleli sérii pěti gólů, a tak v utkání zvítězili 14:10 a stali se olympijskými vítězi.
Ve starších zdrojích byl mylně uváděn jako Gustav Bernhard Franck Alexander, (20. září 1881, Manchester – 5. prosince 1967, Little Kimble, hrabství Buckinghamshire).